# Spirituals
Spirituals, tidigare oftast negro sprituals, är en musikalisk genre som skapades av afrikanska slavar i USA. Genren utgörs av sånger som utifrån slaveriets perspektiv behandlar Bibeln och kristen tro.
Stämningen i spirituals är, i likhet med blues, eftertänksam, melankolisk och dyster. Musikaliskt bygger sångerna på pentatoniska skalor, blå toner och synkoper.
Musiken är en blandning av kristna psalmer och afrikansk musik och texterna handlar ofta om livet efter döden.